# Nothaphoebe
Genre
Nothaphoebe est un genre de plantes à fleurs de la famille des Lauraceae.
Il contient des espèces éteintes comme Nothaphoebe javanica.

## Classification
Le genre Nothaphoebe est décrit par Carl Ludwig Blume en 1851,

## Liste d'espèces
Selon Catalogue of Life (19 septembre 2020) :
- Nothaphoebe annamensis A. Chev. ex H. Liou
- Nothaphoebe boninensis (Koidz.) Koidz. ex Kamik.
- Nothaphoebe condensata Ridl.
- Nothaphoebe coriacea (Kosterm.) Kosterm.
- Nothaphoebe crassifolia (Ridl.) Kosterm.
- Nothaphoebe elata (Kosterm.) Kosterm.
- Nothaphoebe falcata Bl.
- Nothaphoebe fargesii H. Liu
- Nothaphoebe foetida (Kosterm.) Kosterm.
- Nothaphoebe gigaphylla (Kosterm.) Kosterm.
- Nothaphoebe havilandii Gamble
- Nothaphoebe helophila (Kosterm.) Kosterm.
- Nothaphoebe heterophylla Merr.
- Nothaphoebe kingiana Gamble
- Nothaphoebe konishii (Hayata) Hayata
- Nothaphoebe leytensis (Elmer) Merr.
- Nothaphoebe magnifica (Kosterm.) Kosterm.
- Nothaphoebe nitida (Meisn.) comb. ined.
- Nothaphoebe novoguineensis Kanehira & Hatusima
- Nothaphoebe pachyphylla Kosterm.
- Nothaphoebe pahangensis Kosterm.
- Nothaphoebe poilanei H. Liou
- Nothaphoebe sarawacensis Gamble
- Nothaphoebe siamensis Kostermans
- Nothaphoebe umbelliflora (Bl.) Bl.

Selon Plants of the World online (POWO) (19 septembre 2020) :
- Nothaphoebe annamensis A.Chev. ex H.Liu
- Nothaphoebe condensa Ridl.
- Nothaphoebe coriacea (Kosterm.) Kosterm.
- Nothaphoebe crassifolia (Ridl.) Kosterm.
- Nothaphoebe elata (Kosterm.) Kosterm.
- Nothaphoebe falcata Blume
- Nothaphoebe foetida (Kosterm.) Kosterm.
- Nothaphoebe gigaphylla (Kosterm.) Kosterm.
- Nothaphoebe helophila (Kosterm.) Kosterm.
- Nothaphoebe heterophylla Merr.
- Nothaphoebe leytensis (Elmer) Merr.
- Nothaphoebe macrocarpa (Blume) Meisn.
- Nothaphoebe magnifica (Kosterm.) Kosterm.
- Nothaphoebe novoguineensis Kaneh. & Hatus.
- Nothaphoebe pachyphylla Kosterm.
- Nothaphoebe pahangensis Kosterm.
- Nothaphoebe panduriformis (Hook.f.) Gamble
- Nothaphoebe poilanei H.Liu
- Nothaphoebe siamensis Kosterm.
- Nothaphoebe umbelliflora (Blume) Blume

Selon The Plant List (19 septembre 2020) :
- Nothaphoebe boninensis (Koidz.) Koidz. ex Kamik.
- Nothaphoebe cavaleriei (H. Lév.) Yen C. Yang
- Nothaphoebe crassifolia (Ridl.) Kosterm.
- Nothaphoebe elata (Kosterm.) Kosterm.
- Nothaphoebe fargesii H. Liu
- Nothaphoebe foetida (Kosterm.) Kosterm.
- Nothaphoebe gigaphylla (Kosterm.) Kosterm.
- Nothaphoebe helophila (Kosterm.) Kosterm.
- Nothaphoebe konishii (Hayata) Hayata
- Nothaphoebe leytensis (Elmer) Merr.
- Nothaphoebe magnifica (Kosterm.) Kosterm.
- Nothaphoebe umbelliflora (Blume) Blume

Selon Tropicos (19 septembre 2020) (Attention liste brute contenant possiblement des synonymes) :
- Nothaphoebe angustifolia Ridl.
- Nothaphoebe annamensis H. Liu
- Nothaphoebe archboldiana C.K. Allen
- Nothaphoebe baviensis Lecomte
- Nothaphoebe boninensis (Koidz.) Koidz. ex Kamik.
- Nothaphoebe canescens Blume
- Nothaphoebe cavaleriei (H. Lév.) Y.C. Yang
- Nothaphoebe chartacea Blume
- Nothaphoebe condensa Ridl.
- Nothaphoebe crassifolia (Ridl.) Kosterm.
- Nothaphoebe cuneata Blume
- Nothaphoebe duclouxii Lecomte
- Nothaphoebe elata (Kosterm.) Kosterm.
- Nothaphoebe falcata Blume
- Nothaphoebe fargesii H. Liu
- Nothaphoebe foetida (Kosterm.) Kosterm.
- Nothaphoebe fruticosa Gamble
- Nothaphoebe gigaphylla (Kosterm.) Kosterm.
- Nothaphoebe havilandii Gamble
- Nothaphoebe helophila (Kosterm.) Kosterm.
- Nothaphoebe heterophylla Merr.
- Nothaphoebe kingiana Gamble
- Nothaphoebe konishii (Hayata) Hayata
- Nothaphoebe leytensis (Elmer) Merr.
- Nothaphoebe lingue (Miers ex Bertero) Baeza
- Nothaphoebe macrophylla Blume
- Nothaphoebe magnifica (Kosterm.) Kosterm.
- Nothaphoebe malabonga (Blanco) Merr.
- Nothaphoebe nicobarica Chakrab. & Vasudeva
- Nothaphoebe novoguineensis Kaneh. & Hatus.
- Nothaphoebe omeiensis (Gamble) Chun
- Nothaphoebe pachyphylla Kosterm.
- Nothaphoebe pahangensis Kosterm.
- Nothaphoebe panduriformis Gamble
- Nothaphoebe petiolaris Meisn.
- Nothaphoebe poilanei H. Liu
- Nothaphoebe pyriformis (Elmer) Merr.
- Nothaphoebe reticulata Gamble
- Nothaphoebe sarawacensis Gamble
- Nothaphoebe siamensis Kosterm.
- Nothaphoebe superba Blume
- Nothaphoebe tonkinensis Lecomte
- Nothaphoebe umbelliflora (Blume) Blume